# Mari Laukkanen
Mari Laukkanen (Eno, 9 novembre 1987) è un'ex biatleta ed ex fondista finlandese.
In seguito al matrimonio ha assunto il cognome del coniuge e dalla stagione 2018-2019 si è iscritta alle competizioni come Mari Eder.

## Biografia
Nativa di Eno, comune in seguito accorpato a Joensuu, nella sua attività sportiva alterna gare di biathlon a gare di sci di fondo.

### Carriera nel biathlon
Ha debuttato in campo internazionale ai Mondiali juniores di Kontiolahti 2005. In Coppa del Mondo ha esordito il 1º dicembre 2007 nella medesima località (79ª), ha ottenuto il primo podio il 13 marzo 2014, ancora a Kontiolahti (3ª) e la prima vittoria il 17 marzo 2017 a Oslo Holmenkollen.
In carriera ha preso parte a tre edizioni dei Giochi olimpici invernali, Vancouver 2010 (43ª nell'individuale, 68ª nella sprint), Soči 2014 (36ª nella sprint) e Pyeongchang 2018 (64ª nella sprint, 42ª nell'individuale), e a nove dei Campionati mondiali (4ª nell'individuale di Hochfilzen 2017 il miglior piazzamento).

### Carriera nello sci di fondo
Ha debuttato in campo internazionale ai Mondiali juniores di Tarvisio 2007. In Coppa del Mondo ha esordito il 1º marzo 2008 a Lahti (23ª).
In carriera ha preso parte a due edizioni dei Giochi olimpici invernali, Soči 2014 (15ª nella sprint) e Pyeongchang 2018 (5ª nella sprint a squadre); ai Mondiali di Lahti 2017, suo esordio iridato, si è classificata 8ª nella sprint e 62ª nell'individuale.
Si è ritirata dall'attavità agonistica nel 2023.

## Palmarès

### Biathlon

#### Coppa del Mondo
- Miglior piazzamento in classifica generale: 22ª nel 2023
- 3 podi (tutti individuali):
  - 2 vittorie
  - 1 terzo posto

##### Coppa del Mondo - vittorie
| Data          | Località          | Nazione  | Spec. |
| ------------- | ----------------- | -------- | ----- |
| 17 marzo 2017 | Oslo Holmenkollen | Norvegia | SP    |
| 18 marzo 2017 | Oslo Holmenkollen | Norvegia | PU    |

Legenda:

SP = sprint

PU = inseguimento

### Sci di fondo

#### Mondiali juniores
- 1 medaglia:
  - 1 bronzo (staffetta a Tarvisio 2007)

#### Coppa del Mondo
- Miglior piazzamento in classifica generale: 70ª nel 2013